# Гавшинка
Гавшинка — село в Ярославском районе Ярославской области России. 
В рамках организации местного самоуправления входит в Кузнечихинское сельское поселение; в рамках административно-территориального устройства относится к Кузнечихинскому сельскому округу. 

## География
Расположено на берегу реки Соньга в 6 км на север от центра поселения деревни Кузнечиха и в 13 км к северу от центра города Ярославль.

## История
Название села происходит от имени Гавриил – уменьшительно «Гавша». В XVII веке селом владел знатный боярский род Долгово-Сабуров, затем в 1620-х годах оно перешло во владения Толгского монастыря.
Каменная церковь в селе построена в 1773 году на средства прихожан. Престолов было три: в настоящей холодной Спаса Нерукотворенного образа и в приделах теплой трапезы два — на правой стороне св. пр. Илии, на левой Благовещения Пресвятой Богородицы.
В конце XIX — начале XX века село входило в состав Толгобольской волости Ярославского уезда Ярославской губернии.
С 1929 года село входило в состав Медягинского сельсовета Ярославского района, с 1954 года — в составе Кузнечихинского сельсовета, с 2005 года — в составе Кузнечихинского сельского поселения.

## Население
| 1859 | 1914 | 2007 | 2010 |
| ---- | ---- | ---- | ---- |
| 92   | ↗157 | ↘22  | ↘12  |

## Достопримечательности
В селе расположена действующая Церковь Спаса Нерукотворного Образа (1773).